# Episodi di Pushing Daisies (prima stagione)
La prima stagione della serie televisiva Pushing Daisies è stata trasmessa negli Stati Uniti dal 3 ottobre 2007 al 12 dicembre 2007, sul network americano ABC. A causa dello sciopero degli sceneggiatori, la prima stagione conta solamente 9 episodi.
In Italia, la prima stagione è stata trasmessa in prima visione assoluta dall'8 ottobre 2008 al 5 novembre 2008, ogni mercoledì alle ore 21:00, su Joi, canale pay della piattaforma Mediaset Premium.
In chiaro, la prima stagione viene trasmessa in prima serata dal 24 gennaio 2011 su La5.
| nº | Titolo originale       | Titolo italiano         | Prima TV USA     | Prima TV Italia |
| -- | ---------------------- | ----------------------- | ---------------- | --------------- |
| 1  | Pie-lette              | Il ritorno di Chuck     | 3 ottobre 2007   | 8 ottobre 2008  |
| 2  | Dummy                  | Il tarassaco            | 10 ottobre 2007  | 15 ottobre 2008 |
| 3  | The Fun In The Funeral | Il dono della vita      | 17 ottobre 2007  | 15 ottobre 2008 |
| 4  | Pigeon                 | Il piccione             | 24 ottobre 2007  | 22 ottobre 2008 |
| 5  | Girth                  | Dolcetto o scherzetto?  | 31 ottobre 2007  | 22 ottobre 2008 |
| 6  | Bitches                | Il super cane           | 14 novembre 2007 | 29 ottobre 2008 |
| 7  | Smell Of Success       | Il profumo del successo | 21 novembre 2007 | 29 ottobre 2008 |
| 8  | Bitter Sweets          | Amare delizie           | 28 novembre 2007 | 5 novembre 2008 |
| 9  | Corpsicle              | Corpo surgelato         | 12 dicembre 2007 | 5 novembre 2008 |

## Il ritorno di Chuck
- Titolo originale: Pie-lette
- Diretto da: Barry Sonnenfeld
- Scritto da: Bryan Fuller

### Trama
Ned ha un eccezionale potere: toccando qualsiasi cosa morta riesce a riportarla in vita. Però con un altro qualsiasi tocco la riporta alla morte, e se questo non avviene entro un minuto qualcun altro morirà al suo posto.
Così Ned decide di aiutare la polizia a risolvere i casi si omicidio: riporta le vittime in vita per un minuto e gli chiede chi è stato ad ucciderle. Si fa aiutare da un "socio", un detective di polizia, col quale risolve soprattutto casi di omicidio in cui può ottenere una ricompense.
Un giorno però Ned riporta in vita la ragazza che è stata il suo primo amore, scopre chi l'ha uccisa ma non ha il coraggio di riportarla alla morte perché i due si amano ancora. Allora inizierà una convivenza davvero surreale con i due amanti che non si potranno toccare per nessun motivo: pena la morte di lei.

## Il tarassaco
- Titolo originale: Dummy
- Diretto da: Barry Sonnenfeld
- Scritto da: Peter Ocko

### Trama
Un uomo è stato ucciso investito da un'auto e i tre amici cercheranno di risolvere il caso. Ned, Emerson e Chuck scopriranno che l'uomo è stato ucciso per impedirgli di denunciare un difetto di un nuovo modello di automobile, la Dandy Lion SX, che viene alimentata dai fiori del Tarassaco.

## Il dono della vita
- Titolo originale: The Fun In The Funeral
- Diretto da: Paul A. Edwards
- Scritto da: Bryan Fuller

### Trama
Emerson indaga sulla morte di un impresario funebre apparentemente morto per un infarto.
Ned si sentirà coinvolto perché in realtà l'uomo è morto al posto di Chuk, quando l'ha "resuscitata".

## Il piccione
- Titolo originale: Pigeon
- Diretto da: Adam Kane
- Scritto da: Rina Mimoun

### Trama
Un aereo per la disinfestazione agricola si schianta nell'appartamento di un palazzo. Ned, Emerson e Chuck cercheranno di capire se si è trattato di un incidente, di un sabotaggio o di un suicidio.

## Dolcetto o scherzetto?
- Titolo originale: Girth
- Diretto da: Peter O'Fallon
- Scritto da: Katherine Lingenfelter

### Trama
Una maledizione si è abbattuta sulla città: lo spettro di un cavallo gira per le vie cittadine uccidendo tutti coloro che furono coinvolti nell'incidente di un fantino. Toccherà a Ned, Emerson e Chuck risolvere il particolare "caso".

## Il super cane
- Titolo originale: Bitches
- Diretto da: Allan Kroeker
- Scritto da: Chad Gomez Creasey e Dara Resnik Creasey

### Trama
Un allevatore di cani viene ritrovato morto: Emerson, Ned e Chuck vogliono incassare la taglia offerta del Club Cinofilo di cui l'allevatore era presidente.
Ned risveglia l'allevatore che gli dice di essere stato avvelenato dalla moglie. La vicenda però non è così semplice come sembra: l'allevatore è poligamo e in realtà ha quattro mogli.

## Il profumo del successo
- Titolo originale: Smell Of Success
- Diretto da: Lawrence Trilling
- Scritto da: Scott Nimerfro

### Trama
La collaboratrice di uno scienziato, autore di un libro su come domare il passato e progettare il futuro attraverso il profumo, muore a causa di una misteriosa esplosione: Emerson, Ned e Chuck indagano sul caso e cercano di risolverlo con i soliti metodi.

## Amare delizie
- Titolo originale: Bitter Sweets
- Diretto da: Allan Kroeker
- Scritto da: Abby Gewanter

### Trama
Vicino al negozio di torte di Ned viene aperto un nuovo emporio che entra direttamente in concorrenza col negozio di Ned. Il suo proprietario, Billy Belsam, viene ritrovato morto proprio tra le braccia di Ned: non sarà semplice per Emerson scagionarlo e trovare il vero colpevole. Ned dice a Chuck di aver ucciso suo padre.

## Corpo surgelato
- Titolo originale: Corpsicle
- Diretto da: Brian Dannelly
- Scritto da: Lisa Joy

### Trama
Un perito assicurativo viene trovato morto all'interno di un pupazzo di neve. I pochi indizi trovati portano da un ragazzino in attesa di un trapianto di cuore, che ancora non ha trovato un donatore.